# Baphia dewildeana
Baphia dewildeana är en ärtväxtart som beskrevs av Michael O. Soladoye. Baphia dewildeana ingår i släktet Baphia och familjen ärtväxter. IUCN kategoriserar arten globalt som sårbar. Inga underarter finns listade i Catalogue of Life.